# Andy Hardy
Pour les articles homonymes, voir Hardy.

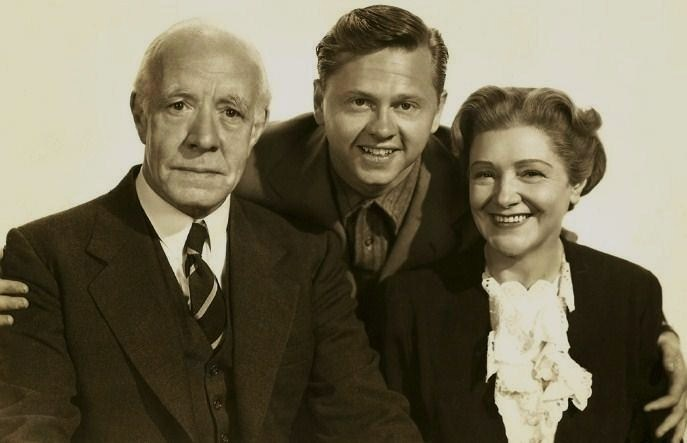
Andy Hardy (Mickey Rooney) dans L'amour frappe André Hardy (Love Finds Andy Hardy), entre Lewis Stone et Fay Holden.

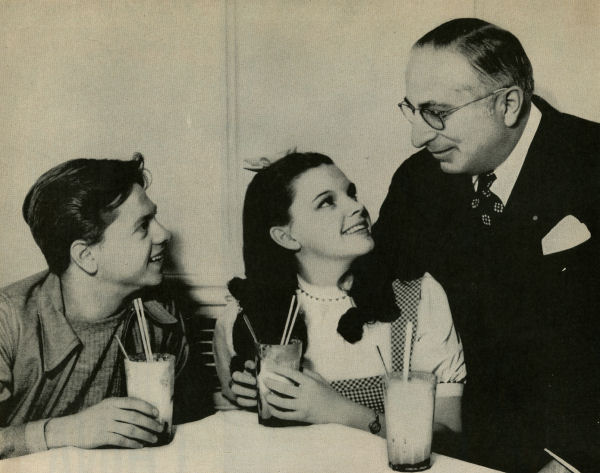
Mickey Rooney et Judy Garland avec Louis B. Mayer.

Andy Hardy est un personnage de fiction interprété par l'acteur américain Mickey Rooney dans une série de seize films produits entre 1937 et 1946 par la Metro-Goldwyn-Mayer, réalisés pour la plupart par George B. Seitz. Dans les titres français le personnage est renommé « André Hardy ».
Le producteur Louis B. Mayer s'est occupé personnellement de la carrière de Mickey Rooney. La famille Hardy dont fait partie Andy représentait pour lui la famille idéale qu'il n'a jamais eue, une famille où les parents s'aiment et où les enfants grandissent dans une atmosphère d'affection et de respect, prototype de la famille américaine conservatrice.
Mickey Rooney joue ce personnage dans pas moins de seize films, dont huit entre 1937 et 1939 qui ont rencontré le succès après du public américain. Les 15 films réalisés entre 1937 et 1946 ont rapporté 73 millions de dollars. Le personnage d'Andy a contribué à faire de Mickey Rooney une star à l'époque.
Judy Garland apparaît dans trois des films de la série en tant que partenaire d'Andy Hardy. Louis B. Mayer a lancé plusieurs autres actrices dans les films de la série Andy Hardy : Lana Turner dans L'amour frappe André Hardy (Love Finds Andy Hardy), Kathryn Grayson dans La Secrétaire privée d'André Hardy ou encore Esther Williams dans La Double Vie d'André Hardy.
Un dernier film est sorti en 1958 pour tenter de faire revivre le personnage après douze ans d'interruption, mais sans succès.

## Filmographie

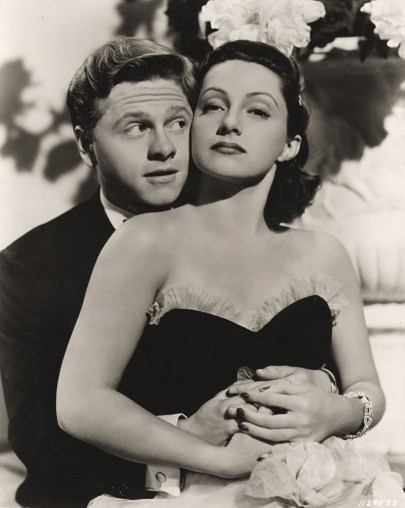
Mickey Rooney et Diana Lewis dans André Hardy va dans le monde (Andy Hardy Meets Debutante)

- 1937 : Secrets de famille (A Family Affair)
- 1937 : La Famille Hardy en vacances (You're Only Young Once)
- 1938 : Les Enfants du Juge Hardy (Judge Hardy's Children)
- 1938 : L'amour frappe André Hardy (Love Finds Andy Hardy)
- 1938 : André Hardy Cow-Boy (Out West with the Hardys)
- 1939 : André Hardy millionnaire (The Hardys Ride High)
- 1939 : André Hardy s'enflamme (Andy Hardy Gets Spring Fever)
- 1939 : André Hardy détective (Judge Hardy and Son)
- 1940 : André Hardy va dans le monde (Andy Hardy Meets Debutante)
- 1941 : La Secrétaire privée d'André Hardy (Andy Hardy's Private Secretary)
- 1941 : La vie commence pour André Hardy (Life Begins for Andy Hardy)
- 1942 : André Hardy fait sa cour (The Courtship of Andy Hardy)
- 1942 : La Double Vie d'André Hardy (Andy Hardy's Double Life)
- 1944 : André Hardy préfère les brunes (Andy Hardy's Blonde Trouble)
- 1946 : Peines de cœur (Love Laughs at Andy Hardy)
- 1958 : Le Retour d'André Hardy (Andy Hardy Comes Home)

## Distinction
Les studios MGM ont reçu un Oscar d'honneur en 1943 « pour son accomplissement à représenter le mode de vie américain au travers de la production de la série de films Andy Hardy ».

## Bande dessinée
Le personnage Andy Hardy a été aussi le héros de six comics parus chez Dell Publishing entre 1952 et 1954.